# Springweg

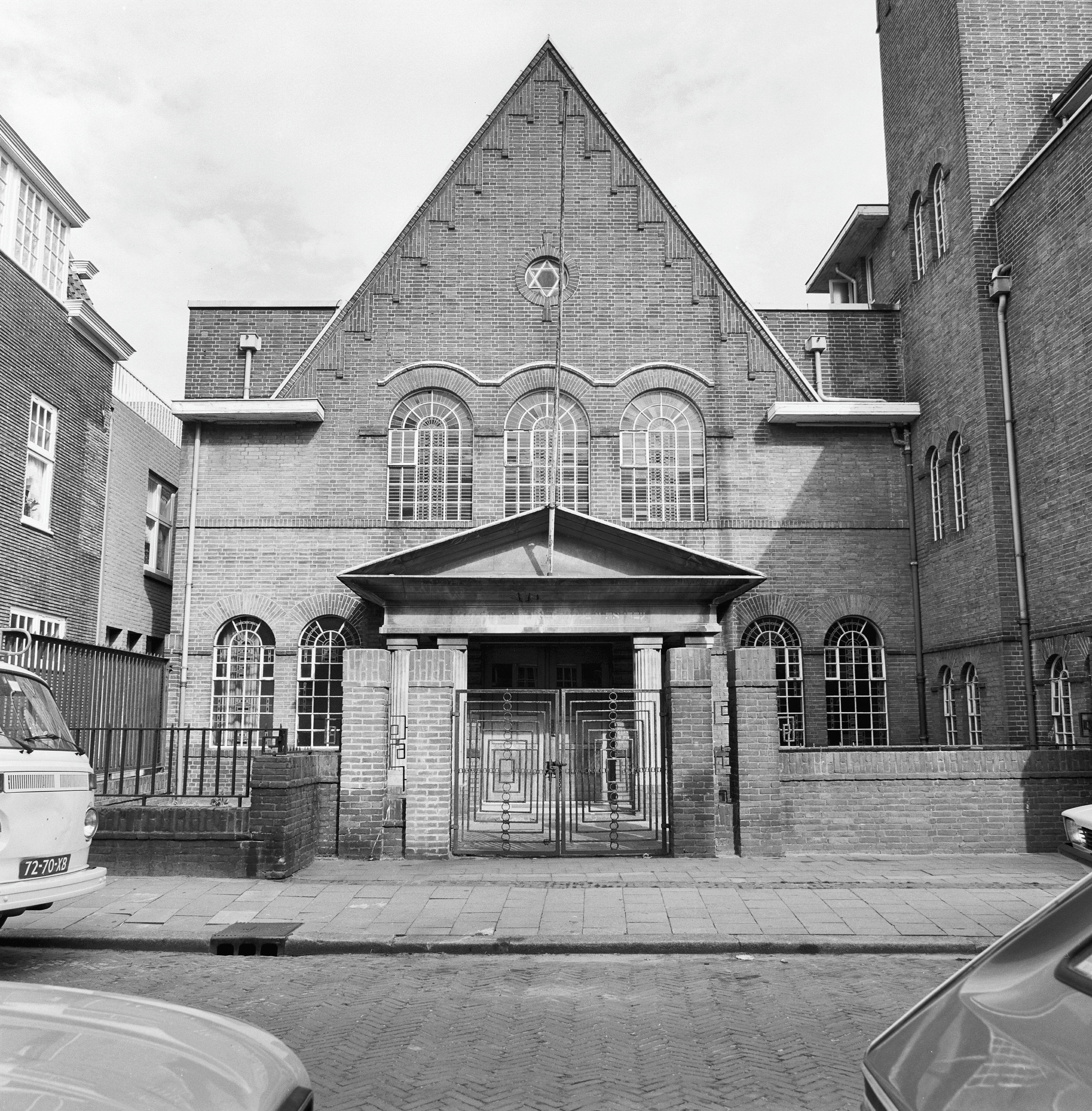
Voormalige synagoge aan de Springweg 162

De Springweg is een straat in het centrum van de Nederlandse stad Utrecht. Over een afstand van ongeveer een halve kilometer loopt de straat van de Mariaplaats naar de Geertekerk.
De Springweg bestond reeds in de middeleeuwen en is ontstaan uit een landweg die dateert van voor de stedelijke structuur. Het is een van de oudste straten van Utrecht. De oorsprong van de naam is onduidelijk, delen van de straat hebben vroeger andere namen gehad. In de 11e eeuw is in het noordelijke gebied van de Springweg de inmiddels verdwenen Mariakerk gebouwd. Daaromheen ontstond een immuniteit, waarvoor een deel van de oude bebouwing aan de Springweg diende te wijken. De Springweg werd daarbij verdeeld in twee straten, de Springweg en Achter Clarenburg. Aan de Springweg zijn vandaag de dag onder meer de rijksmonumentale Myropscameren, het voormalige Andreasklooster en het Duitse Huis gelegen. Verder bevindt zich in de straat de bioscoop Springhaver. Op nummer 162 staat de voormalige synagoge, die thans in gebruik is door de evangelische gemeente "Ruth" (ook wel het Broodhuis genoemd). Het interieur in artdecostijl is intact gebleven.